# Konkurrencestaten (begreb)
Konkurrencestaten kan som begreb i forskerkredse i alt fald føres tilbage til midten af 1990'erne, hvor bl.a. Philip Cerny karakteriserede The Competition State. Den franske filosof Michel Foucault brugte dog allerede begrebet i slutningen af 1970’erne.[kilde mangler] I Danmark er begrebet introduceret af professor Ove Kaj Pedersen, bl.a. i Konkurrencestaten (2011)
En forudsætning for konkurrencestaten er den globalisering og voksende frihandel, som i perioden efter Sovjetunionens sammenbrud fik staterne til at konkurrere med hinanden på verdensmarkedet.
En konkurrencestat kan defineres som en stat, der agerer i international konkurrence med andre stater om at skabe økonomisk vækst. Tim Knudsen har med dette udgangspunkt i en analyse fra 2007 betegnet den nuværende danske stat som en social konkurrencestat. Denne statstype adskiller sig fra velfærdsstaten ved at prioritere aktivering før ydelser ud fra princippet "noget for noget".   Hermed ændres velfærdsstatens opgaver fra primært at sikre beskæftigelsen til primært at sikre virksomhedernes konkurrenceevne.
Som idealtype bygger velfærdsstaten primært på ideen om den demokratisk aktive borger, mens konkurrencestaten bygger på ideen om borgeren som forbruger af den offentlige sektor. Statens opgave er at regulere borgernes adfærd på markedet, især arbejdsmarkedet.
Blandt de foretrukne midler i konkurrencestatens økonomiske politik er regulering, rammestyring og aktivering af ledige. Menneskesynet er derfor, at borgeren er en personlighed, der skal udvikle sine kompetencer, om nødvendigt med staten som drivkraft. Uddannelsessystemet bliver tilsvarende et redskab for udviklingen af kompetente medarbejdere til et stadigt mere fleksibelt arbejdsmarked. Det bærende princip bag denne udvikling betegner Ove K. Pedersen som "SØF"-den samfundsøkonomiske forestilling, og konsekvensen heraf er et uophørligt reformarbejde, der skal effektivisere og omstille institutionerne til nye målsætninger og krav.
Professor Preben Melander har peget på en ny styringslogik som hovedelementet i konkurrencestaten: "Den politiske styringslogik i 2010’erne er større produktivitet for færre penge, koste hvad det vil af tab af trivsel, livskvalitet, social udfoldelse og demokratisk medbestemmelse."
Denne indfaldsvinkel til konkurrencestaten er udfoldet yderligere i en bog, udgivet i oktober 2015, hvor Lars Bo Kaspersen og Jan Nørgaard bl.a. fastslår konkurrencestatens styringsredskaber  som "pointkapløb, individualisme og ulighedsfremmende adfærdsformer."

## Konkrete eksempler
Flere reformer i Danmark i perioden 2009- 2025 peger i retning af overgangen til konkurrencestaten. Aftalerne om afkortning af dagpengeperioden, efterlønnens afvikling og 
senere pensionsalder, indgået mellem Venstre, Det Konservative Folkeparti, Dansk Folkeparti og Det Radikale Venstre  kan opfattes som et skridt i den retning, Ove K. Pedersen beskriver. Ligeledes pegede tidligere Beskæftigelsesminister Mette Frederiksens plan for at nedbringe antallet af kontanthjælpsmodtagere , og de af Regeringen Helle Thorning-Schmidt implementerede reformer af sygedagpenge, førtidspension og fleksjob i samme retning. 
I et interview i Politiken 23. august 2013 erklærede den socialdemokratiske finansminister Bjarne Corydon sig som tilhænger af konkurrencestaten og fastslog, at socialdemokratiets økonomiske politik er indstillet på konkurrencestatens betingelser, som bl.a. indebærer, at :"hvis man skal sikre opbakning til velfærdsstaten, må man fokusere på kvaliteten af de offentlige serviceydelser frem for på overførselsindkomster". Corydons syn på konkurrencestaten som en "positiv udvikling af velfærdsstaten" blev bifaldet af Kristian Jensen fra Venstre, mens Johanne Schmidt-Nielsen fra Enhedslisten beklagede, at "finansministeren har købt højrefløjens fortælling om, at velfærdssamfundet er en byrde for økonomien."
I et opfølgende interview i Politiken 26. januar 2014 understregede Corydon, at konkurrencestaten "både er et grundvilkår og et mønster", som giver rum for udvikling af velfærdsstaten. . Denne udvikling ville Corydon understøtte ved at satse stærkere på investeringer i uddannelse og forskning og mindre på overførselsindkomster.

## Vurderinger
Historikeren Michael Böss, der betegner sig selv som "værdikonservativ" har betegnet udviklingen i det danske samfund som "vejen mod det demente samfund"  I tråd med konkurrencestatsbegrebet ser han hovedtrækkene i "det demente samfund" som  den politiske elites fokus på effektivisering og den heraf følgende historieløshed og manglende debat om de fælles værdier. Han bruger dog ikke selv begrebet konkurrencestat, selv om analysen af den funktionalistisk pragmatisme og embedsværkets bureaukratisering har mange ligheder med Ove Kaj Pedersens begrebsanvendelse. Ifølge Böss er denne udvikling begyndt i 1990'erne, men især efter finanskrisen har den bredt sig til en stor del af den politiske elite. Som eksempler på "historieløse teknokrater" nævner han Helge Sander, Christine Antorini, Margrete Vestager og Lars Løkke Rasmussen. Som modvægt mod denne tendens ønsker han:
"en 'bevidstgørelse' af offentligheden om betydningen af at se historien som en ressource, som kan hjælpe os med at bevare det bedste i vores samfund og til at reformere uden at miste de værdier, som har gjort Danmark og de andre skandinaviske lande til mønstersamfund i verden." 
I en kommentar til det afsluttende bind af serien "Dansk Velfærdshistorie"  fremhæver to af bidragsyderne følgende forskelle mellem Velfærdsstaten og Konkurrencestaten:
- 1) Velfærdsstaten vil udvikle det "moralske fællesskabsmenneske". Konkurrencestaten vil udvikle "det oppurtunistiske privatmenneske"
- 2) Velfærdsstaten er solidarisk med de udsatte og sårbare. Konkurrencestaten er solidarisk med de arbejdende og skattebetalende
- 3) Velfærdsstaten ser den enkelte borger som en værdi i sig selv. Konkurrencestaten fastlægger den enkeltes værdi som bestemt af funktionsevnen på arbejdsmarkedet
- 4) Velfærdsstaten er en beskyttelse mod sociale risici. Konkurrencestaten mobiliserer befolkningen og virksomhederne som aktører i den globale konkurrence

samt yderligere 6 punkter, der er underordnet de ovenstående.